# Площадь Канады (Буэнос-Айрес)
Площадь Канада (исп. Plaza Canadá) — площадь в районе Ретиро (Буэнос-Айрес, Аргентина), в месте пересечения улиц Майпу, Антартида Архентина, Сан-Мартин и доктора Хосе Марии Рамоса Мехии.

## История
Расположенная напротив железнодорожного вокзала Ретиро площадь Канады была спроектирована Аргентино-канадским культурным институтом культуры и была открыта в июле 1961 года. В центре площади стоит резной тотемный столб, подаренный правительством Канады. Он установлен как дань уважения общему наследию коренных народов как Канады, так и Аргентины.

## Канадский тотем

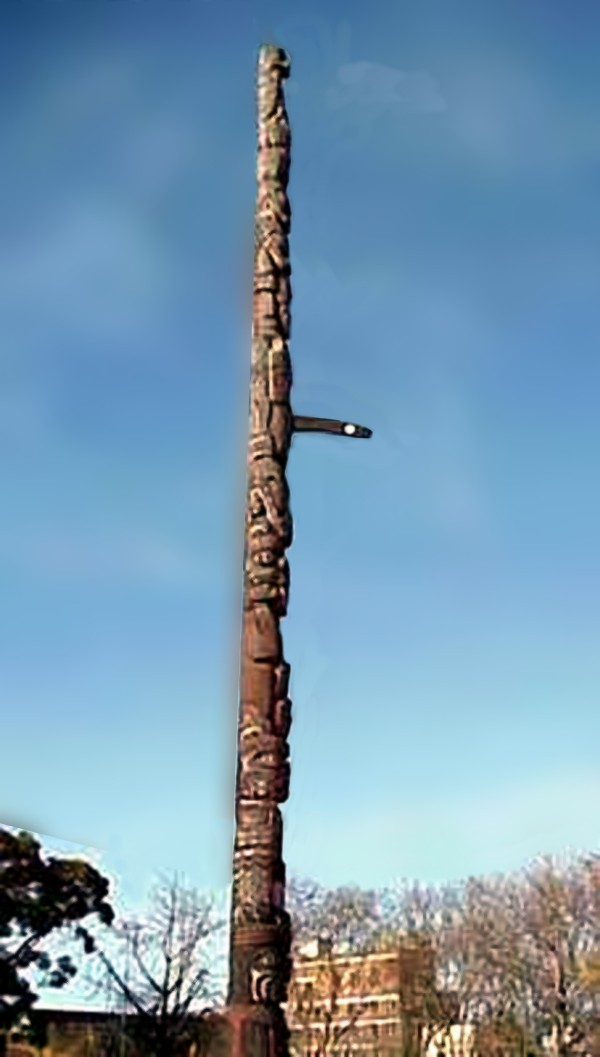
Оригинальный тотемный столб в 2006 году

После того, как площадь получила своё название, посол Канады в Аргентине Ричард Плант Бауэр занялся организацией доставки тотемного столба из Канады в Буэнос-Айрес. В 1963 году квакиутльские мастера Генри Хант и его сын Тони Хант-старший по его заказу вырезали 20-метровый тотемный столб для площади Канады из 2000-летнего красного кедра, произраставшего в Британской Колумбии. На нём они изобразили орла, косатку, морского льва, бобра и птицу-людоеда, называемую хок-хок. В мае 1964 года привезённый из Канады тотемный столб был установлен на площади в Буэнос-Айресе.
К началу 2000-х годов тотемный столб сильно обветшал, и в 2008 году Эрнан Ломбарди, министр культуры города Буэнос-Айрес, объявил, что он будет реставрирован. Тотемный столб был снят с площади и распилен на части, чтобы облегчить процесс реставрации. Однако к тому времени он пришёл в полную негодность, и городские власти запросили у канадцев новый тотемный столб.
В 2011 году посольство Аргентины в Канаде решило нанять резчика из семьи Хант для создания нового тотемного столба. Им стал Стэнли Клиффорд Хант, сын Генри Ханта, взявшийся за работу над 12,9-метровым тотемным столбом. Он был вырезан из 1500-летнего пятитонного красного кедра из Британской Колумбии. На нём изображены двуглавая змея, известная как сисиутль, медведь, держащий палтуса, вождь с медным щитом, косатка и вождь с вороном-создателем. 12 августа 2012 года новый тотемный столб был установлен на площади Канады в ходе торжества с церемониальным танцем индейцев с участием представителей коренных народов обеих стран. В нём также приняли участие министр культуры Эрнан Ломбарди, министр окружающей среды и общественных пространств Диего Сантилли и посол Канады в Аргентине Гвинет Куц.